# Harry Vos
Henry Antonie Vos, noto come Harry Vos (L'Aia, 4 settembre 1946 – Delft, 19 maggio 2010), è stato un calciatore olandese, di ruolo difensore.

## Carriera
Nell'estate 1967, con l'ADO Den Haag nelle vesti del San Francisco Golden Gate Gales, disputa l'unica edizione del campionato dell'United Soccer Association, lega calcistica nordamericana che poteva fregiarsi del titolo di campionato di Prima Divisione su riconoscimento della FIFA, nel 1967: quell'edizione della Lega fu disputata utilizzando squadre europee e sudamericane in rappresentanza di quelle della USA, che non avevano avuto tempo di riorganizzarsi dopo la scissione che aveva dato vita al campionato concorrente della National Professional Soccer League. I Golden Gate Gales non superarono le qualificazioni per i play-off, chiudendo la stagione al secondo posto della Western Division.

## Palmarès

### Club

#### Competizioni nazionali
- Coppa dei Paesi Bassi: 1

ADO Den Haag: 1967-1968
- Campionato olandese: 1

Feyenoord: 1973-1974

#### Competizioni internazionali
- Coppa UEFA: 1

Feyenoord: 1973-1974